# Idígoras y Pachi
Ángel y Francisco Javier Rodríguez Idígoras son un equipo de humoristas gráficos españoles, conocidos colectivamente como Idígoras y Pachi.

## Trayectoria
Ambos malagueños, Ángel nació en 1962 y Francisco Javier en 1969. 
Empezaron sus carreras por separado. Ángel Idígoras estuvo trabajando en la asociación de Payasos Sin Fronteras, asociación en la que también trabajaron grandes humoristas y actores de hoy en día, como el actor Pepe Viyuela (Chema en Aída), o Álex O'Dogherty.
En 1992 decidieron trabajar juntos, formando una pareja atípica de humoristas gráficos, ya que ambos realizan conjuntamente el guion, ocupándose Pachi de elaborar el boceto inicial a lápiz y Ángel de terminar el dibujo repasándolo a tinta y, por último, si es necesario, lo colorea cualquiera de los dos. De este modo se funden dos estilos de dibujar diferentes lo que aporta un sello inconfundible a sus obras gráficas.
Publican por separado en el Diario SUR, Pachi en la sección "Deportes" y Ángel en "Actualidad local" ; y como pareja en El Mundo y El Jueves. Para esta última revista crearon la serie Pascual, Mayordomo Real (1996), con la secuela de Alicia, Institutriz de Letizia. También dibujan para diversos festivales en Málaga.
También para El Jueves realizan desde 2018 la serie Pepe Plumilla, acerca de un desventurado periodista.
En 2006 les fue concedida la Medalla de oro de la provincia de Málaga.